# عربی یهودی-طرابلسی
عربی یهودی-طرابلسی یکی از گویش‌های عربی است که توسط یهودیانی که امروزه یا در گذشته در لیبی زندگی می‌کردند تکلم می‌شود. عربی یهودی-طرابلسی با عربی لیبیایی امروزی متفاوت و بسیار شبیه به گویش اصلی یکجانشینان لیبی تا پیش از ادغام گویش‌های بادیه‌نشینان با گویش یادشده است. یک کتاب دستور زبان نیز برای این زبان موجود است.
بیشتر یهودیان لیبی به اسرائیل مهاجرت و از زبان عبری استفاده می‌کنند. آن‌هایی هم که به ایتالیا مهاجرت کرده‌اند عمدتاً ایتالیایی‌زبان شده‌اند.